# Albert Mérat

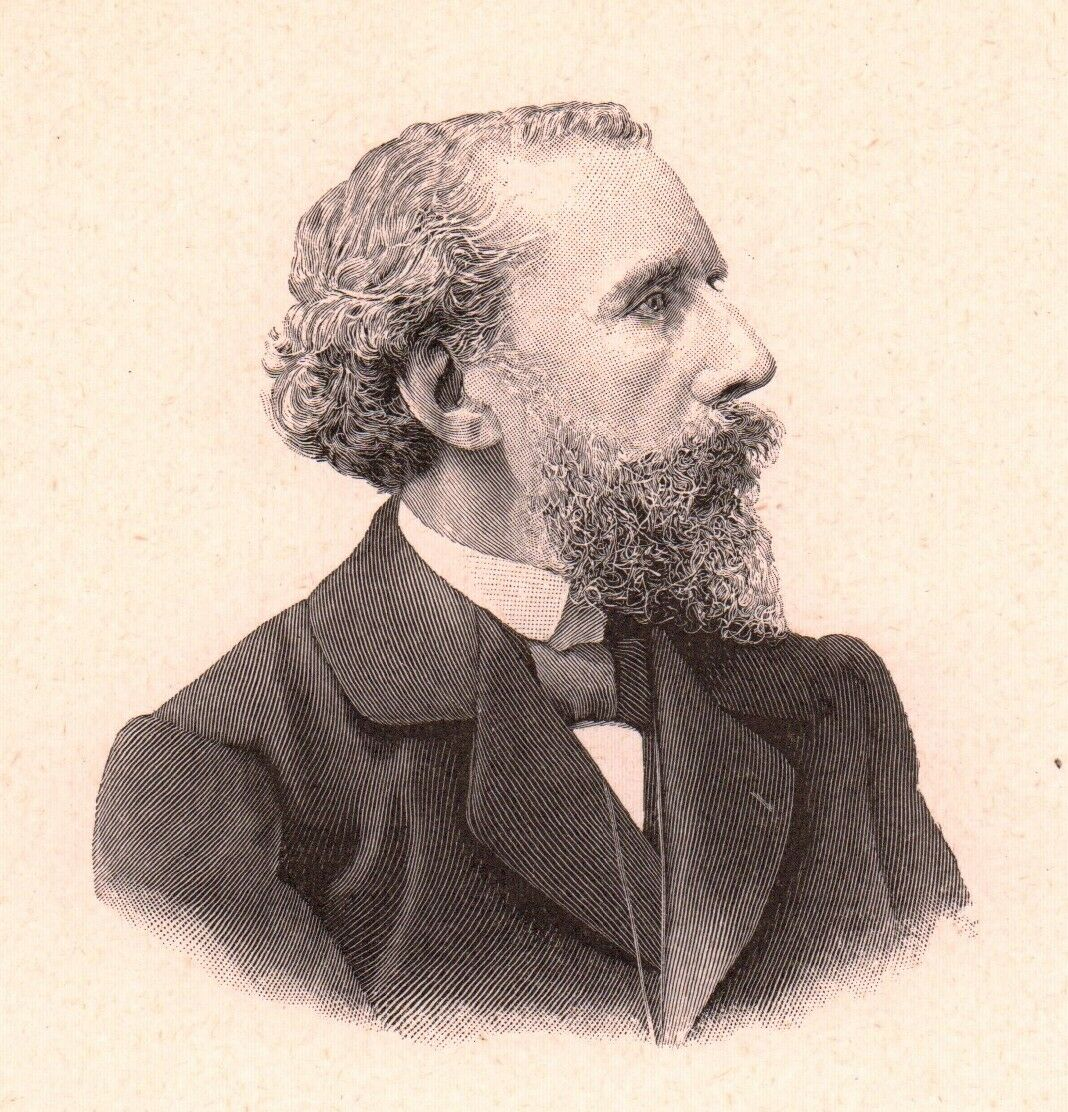
Albert Mérat

Albert Mérat (* 23. März 1840 in Troyes, Département Aube; † 16. Januar 1909 in Paris) war ein französischer Schriftsteller und Übersetzer.
Mérat gilt als einer der Parnassiens, neben Théophile Gautier, José-Maria de Heredia oder Stéphane Mallarmé.
Neun Wochen vor seinem 69. Geburtstag starb Albert Mérat am 16. Januar 1909 in Paris und fand dort auch seine letzte Ruhestätte.

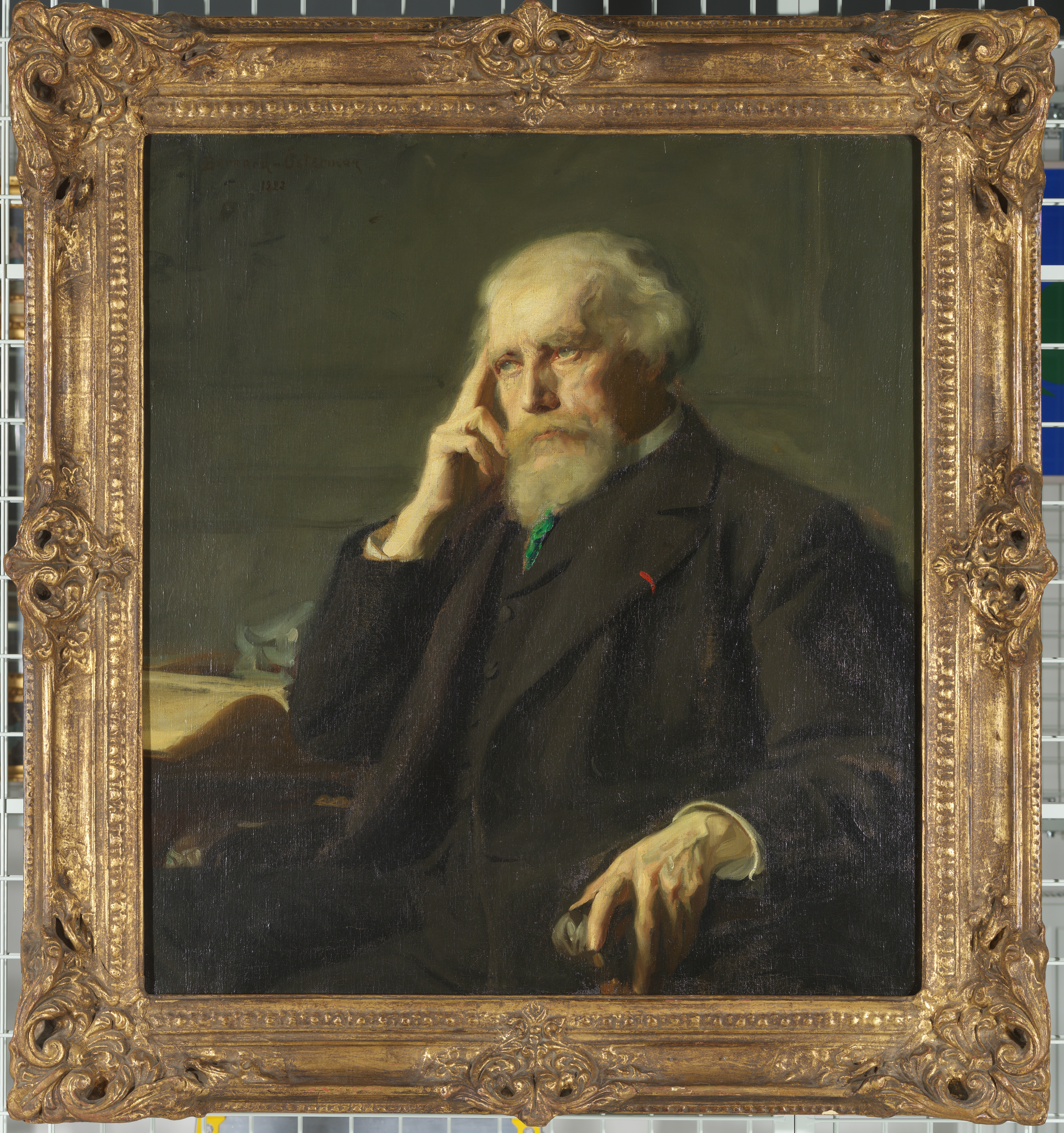
Albert Mérat, porträtiert von Bernhard Österman.

## Werke (Auswahl)
Erzählungen
- Au fil de l'eau. 1877
- Les souvenirs. 1872

Lyrik
- Chansons et madrigaux. 1902
- Poèmes de Paris. 1880
- Printemps passé. Poème parisien. 1876

Übersetzung
- Heinrich Heine: L'intermezzo (zusammen mit Léon Valade)